# Delegát (cestovní ruch)
Delegát (dle Národní soustavy povolání - Místní zástupce cestovní kanceláře)  je pověřeným zástupcem cestovní kanceláře (touroperátora), který poskytuje cestujícím klientům praktickou pomoc, vyřizuje administrativní záležitosti, zabezpečuje informační servis pro klienty.
Je to tedy člověk, který z hlediska cestovního ruchu pobývá delší dobu na určitém území, kde cestovní kancelář zajišťuje pobytový zájezd letní nebo zimní turistiky většinou v zahraničí. Některé cestovní kanceláře mají naopak pro zahraniční turisty delegáty i v Česku - například na Lipně, v Krkonoších, Karlových Varech nebo dokonce i v Praze.
Pracovní náplň delegáta nezahrnuje činnost průvodce. V případě, že je delegát současně průvodcem, nevyplývá to z jeho pracovní náplně, ale z kumulace činností. Delegát má na starosti všechny turisty, kteří do dané oblasti přijíždějí od daných cestovních kanceláří. Je též nápomocen průvodcům a technickému doprovodu.
Aby mohl delegát dobře vykonávat svou práci a pomáhat turistům ve všech běžných i mimořádných situacích, tak musí mít vynikající znalost cizího jazyka. Pokud zná jazyk dané země, je to
velkou výhodou a cestovní kanceláře při výběru nových delegátů upřednostňují ty kandidáty,
kteří znají jazyk příslušné země.
Vzhledem k tomu, že znalost některých jazyků je méně rozšířená (např. řečtina, turečtina aj),
tak delegátovi postačuje výborná znalost angličtiny.
V zemích do kterých jezdí mnoho turistů mají některé cestovní kanceláře delegáty po celou sezónu. U pobytových zájezdů delegát zajišťuje transfery klientů z letiště do hotelu. To znamená, že klienty očekává na letišti, doprovodí do hotelu a
v hotelové recepci jim pomůže s vyřízením ubytování. U autokarové dopravy může delegát - technický doprovod, doprovázet klienty jen během cesty a na místě je očekávat jiný delegát, který se o ně bude starat během pobytu.
Protože má delegát na starosti klienty ve více hotelech (někdy dokonce ve více pobytových místech),
tak ke každému hotelu má určeny tzv. konzultační hodiny. Dále by každý klient by měl dostat telefonní číslo na svého delegáta. Nejdůležitější informace delegát klientům zveřejňuje na nástěnce, která bývá umístěna v hotelové recepci. Někteří delegáti si také připravují
velmi podrobné informační desky, které si klient může kdykoliv prostudovat.
Delegát většinou klientům nabízí a prodává fakultativní výlety, dále jim pomáhá při organizaci
aktivit pro volný čas (např. pronájem automobilu, sportovních potřeb atd.) a je nápomocen při řešení
mimořádných a pojistných událostí (např. nemoc, úraz, ztráta dokladů, poškození zavazadel atd.), Delegát je také nápomocen při řešení reklamací (např. zcela nebo částečně neposkytnuté služby nebo vadně poskytnuté služby), kde postupuje v součinnosti jak s dodavatelem reklamované služby, tak i s cestovní kanceláří, která je organizátorem daného zájezdu.
Zkouška Místního zástupce cestovní kanceláře (delegáta) se koná dle kvalifikačního standardu Národní soustavy kvalifikací. Zkouška profesní kvalifikace je státní zkouškou, která se koná před tzv. autorizovanou osobou. Autorizujícím orgánem je Ministerstvo pro místní rozvoj. Osvědčení o zkoušce je veřejnou listinou a má stejnou platnost jako např. maturitní nebo jakékoliv jiné školní vysvědčení.
Osvědčení o zkoušce Místní zástupce cestovní kanceláře - PK 65-026 M je například také jedním z podkladů pro vydání pracovního víza delegáta do některých zemí - v současné době např. do Turecka.